# Seleção Maiotense de Futebol
A Seleção Maiotense de Futebol representa Mayotte em algumas partidas de futebol. Como a ilha, que é um departamento de ultramar da França, não é filiada à FIFA nem à Confederação Africana de Futebol, não pode participar de eliminatórias da Copa do Mundo nem da Copa Africana de Nações.
A Ligue de Football de Mayotte, entidade que gerencia a seleção, não é considerada uma federação oficial nem pela FIFA, nem pela CAF. O estádio onde o time realiza seus jogos é o Complexe de Kawani, localizado em Mamoudzou, a capital da ilha.
O primeiro jogo internacional da seleção foi contra Madagáscar, em janeiro de 2000, que terminou em vitória por 1 a 0 para Mayotte, enquanto a maior vitória foi um 6 a 1 sobre Saint-Pierre e Miquelon, que também não é membro da FIFA, em setembro de 2010. Já a maior derrota foi um 10 a 1 a favor de Reunião, também pertencente à França e é membro associado da CAF, em 2008. Tais resultados, no entanto, não são considerados oficiais pela entidade máxima do futebol.
Em competições, Mayotte participou da Coupe de l'Outre-Mer, torneio que reunia as equipes dos departamentos de ultramar franceses, e disputa os Jogos do Oceano Índico, obtendo a segunda posição na edição de 2015 e o terceiro lugar em 2007 e 2019. Seus adversários mais frequentes, além de Reunião e Madagáscar, são Guiana Francesa, Guadalupe, Nova Caledônia e Maurícia.

## Elenco atual
Jogadores convocados para os Jogos das Ilhas do Oceano Índico de 2019.
|  | GR | Attoumani Hanafi        |                                | 3  | 0 | UCS Sada               |  |  |
|  | GR | Mickaël Salim           | 27 de abril de 1995 (29 anos)  | 4  | 0 | Mtsapéré               |  |  |
|  |    |                         |                                |    |   |                        |  |  |
|  | D  | Ahmed Faissoil          | 18 de março de 1992 (33 anos)  | 5  | 0 | AS Petite-Île          |  |  |
|  | D  | Abdou Said Raffion      |                                | 8  | 1 | Jumeaux de Mzouazia    |  |  |
|  | D  | Boinali Said Dine       |                                | 5  | 0 | US Sainte-Marienne     |  |  |
|  | D  | Soilihi Faydine         |                                | 4  | 0 | US Sainte-Marienne     |  |  |
|  | D  | Ali Abdou Abdallah      |                                | 1  | 0 | Jumeaux de Mzouazia    |  |  |
|  |    |                         |                                |    |   |                        |  |  |
|  | M  | Adifane Noussoura       | 15 de junho de 1992 (32 anos)  | 5  | 0 | Tchanga SC             |  |  |
|  | M  | Maoulida Habib          |                                | 5  | 1 | AS Saint-Louisienne    |  |  |
|  | M  | Ridjali Souffou         | 8 de junho de 1992 (32 anos)   | 5  | 0 | Mtsapéré               |  |  |
|  | M  | Houmadi Mouritaza       |                                | 2  | 1 | US Sainte-Marienne     |  |  |
|  | M  | Ansar Ben Combo         | 19 de março de 1995 (30 anos)  | 2  | 0 | Avoine OCC             |  |  |
|  | M  | Laurent Garcia          |                                | 3  | 0 | Abeilles de M'tsamboro |  |  |
|  | M  | Kamal Ben Djadid        | 2 de junho de 1986 (38 anos)   | 7  | 2 | Jumeaux de Mzouazia    |  |  |
|  |    |                         |                                |    |   |                        |  |  |
|  | A  | Moudhoihirou Ben Yahaya | 18 de abril de 1990 (34 anos)  | 11 | 4 | US Sainte-Marienne     |  |  |
|  | A  | Chamsidine Attoumani    |                                | 10 | 6 | UCS Saga               |  |  |
|  | A  | Antoine Rasolofonirina  | 2 de janeiro de 1982 (43 anos) | 13 | 1 | Saint-Pauloise         |  |  |
|  | A  | Antoissi Loutoufi       |                                | 5  | 0 | Jumeaux de Mzouazia    |  |  |
|  | A  | Madi Ali Mouhtar        |                                | 3  | 1 | Mtsapéré               |  |  |

## Links
- [ligação inativa]